# Сара Кнафо
Сара Кнафо (нар. 24 квітня 1993 року) — французька суддя Рахункової палати, письменниця та політична активістка.

## Біографія
Сара Кнафо народився 24 квітня 1993 року в муніципалітеті Ле-Павійон-су-Буа в родині магрибських євреїв, які походили з Алжиру та Марокко  . Її дідусь і бабуся переїхали до Франції після Шестиденної війни у результаті посилення арабського націоналізму в Північній Африці. Її мати працює гіпнотерапевтом, а батько – бізнесмен.
Кнафо переїхала до Парижа у підлітковому віці.

## Професійна кар'єра
2011 року Сара Кнафо отримала магістерський ступінь з державного управління в Sciences Po.
Потім вивчала економіку та політологію в Сорбонні.
Паралельно з навчанням вона стажирувалась у посольстві Франції в Лівії, що у той час було переміщене до Тунісу. Упродовж стажування вона досліджувала шляхи нелегальної імміграції з Африки до Європи. У 2020 році вона почала працювати державним службовцем у Сені-Сен-Дені.
За інформацією тижневика Лекспрес, у 2021 році вона консультувала Еріка Земмура щодо висунення його кандидатури на президентських виборах у Франції 2022 року. Журнал Нувель Обсерватер також стверджував, що вона сприяла зустрічам між Земмуром і Ніколя Дюпон-Еньяном, а також Лораном Вокієзом і Маріон Марешаль. У жовтні 2021 року її назвали одним із керівників передвиборної кампанії Земмура під час його президентської кампанії та партії Reconquête. 3 жовтня 2024 року прокуратура Парижа закрила скаргу за «поширення неправдивих новин», подану державою Алжиру після того, як Сара Кнафо заявила, що Алжир отримує 800 мільйонів євро допомоги на розвиток від Франції на рік..

## Особисте життя та релігійні переконання
Сара Кнафо зустрічалася з Луї Саркозі, сином колишнього президента Ніколя Саркозі. Ходили чутки про те, що у неї був роман з Земмуром. 
Щодо своїх переконань Кнафо назвала себе єврейкою, але на неї вплинула християнська культура.